# 4-甲氧基雌三醇
4-甲氧基雌三醇（英語：4-Methoxyestriol，缩写4-ME3）是一种内源性的雌激素雌三醇的代謝產物。4-ME3可看作是4-羟基雌三醇的4-甲基醚。4-甲氧基雌三醇对雌激素受体的亲和力非常低其对ERα和ERβ的相对亲和力（RBAs）只有雌二醇的约1%，相比之下，雌三醇对ERα和ERβ两者的RBAs为11%和35%。